# Swing Dance Orchestra
Das Swing Dance Orchestra ist ein multinationales Orchester im Big-Band-Format aus Berlin, das hauptsächlich Swing im Stil der 1930er Jahre spielt; sein Vorläufer wurde als Quintett 1986 von Andrej Hermlin (Bandleader) mit vier weiteren Musikern gegründet.

## Geschichte
Die ersten Proben des Quintetts, welches damals noch Swing Dance Band hieß, fanden seinerzeit in einer väterlichen Garage statt. Der erste Auftritt erfolgte im Frühjahr 1987 im damaligen Klub der Bauarbeiterjugend mit einem Repertoire von 15 Titel. 1995 entstand die heutige Formation.

## Diskografie
- 1997: We’re Gonna Dance (Hansa)
- 1999: Here We Go (Sony Music)
- 2001: Life Goes to a Party (Sony BMG)
- 2002: Live in New York (Sony BMG)
- 2002: Christmas in Swing (BMG Musik)
- 2004: Plays Benny Goodmans Carnegie Hall Concert 1938 (BMG Musik)
- 2008: 20th Anniversary (Sony BMG)
- 2008: In the Mood (Tari Taro Music)
- 2008: I Hear Music (mit Iris Romen)
- 2009: Sing! Sing! Sing! - Benny Goodmans 100th Birthday
- 2010: Schwingende Rhythmen - Swing aus der Friedrichstrasse (wedgebrook)
- 2011: Let’s Swing!
- 2015: Happy Birthday Mr. Swing (wedgebrook)
- Andrej Hermlin and his Swing Dance Orchestra & Iris Romen I Hear Music
- Andrej Hermlin and his Swing Dance Orchestra & David Rose Song for Lovers